# ريتشارد إي. مايرز
ريتشارد إي. مايرز هو سياسي أمريكي، ولد في 29 أكتوبر 1934 في آيوا سيتي في الولايات المتحدة. نشط حزبياً في Iowa Democratic Party ‏. وقد انتخب عضو مجلس نواب ولاية آيوا ‏.